# Zoltán Jeney
Dans le nom hongrois Jeney Zoltán, le nom de famille précède le prénom, mais cet article utilise l’ordre habituel en français Zoltán Jeney, où le prénom précède le nom.
Zoltán Jeney, né le 4 mars 1943 à Szolnok en Hongrie et mort le 28 octobre 2019, est un compositeur hongrois.

## Biographie
Zoltán Jeney a écrit la musique du film La Révolte de Job, réalisé par Imre Gyöngyössy et Barna Kabay et sorti en 1983.